# Cartea întâi Paralipomena
Cartea întâi Paralipomena sau 1 Cronici este o carte din Vechiul Testament.